# Dents de Bertol

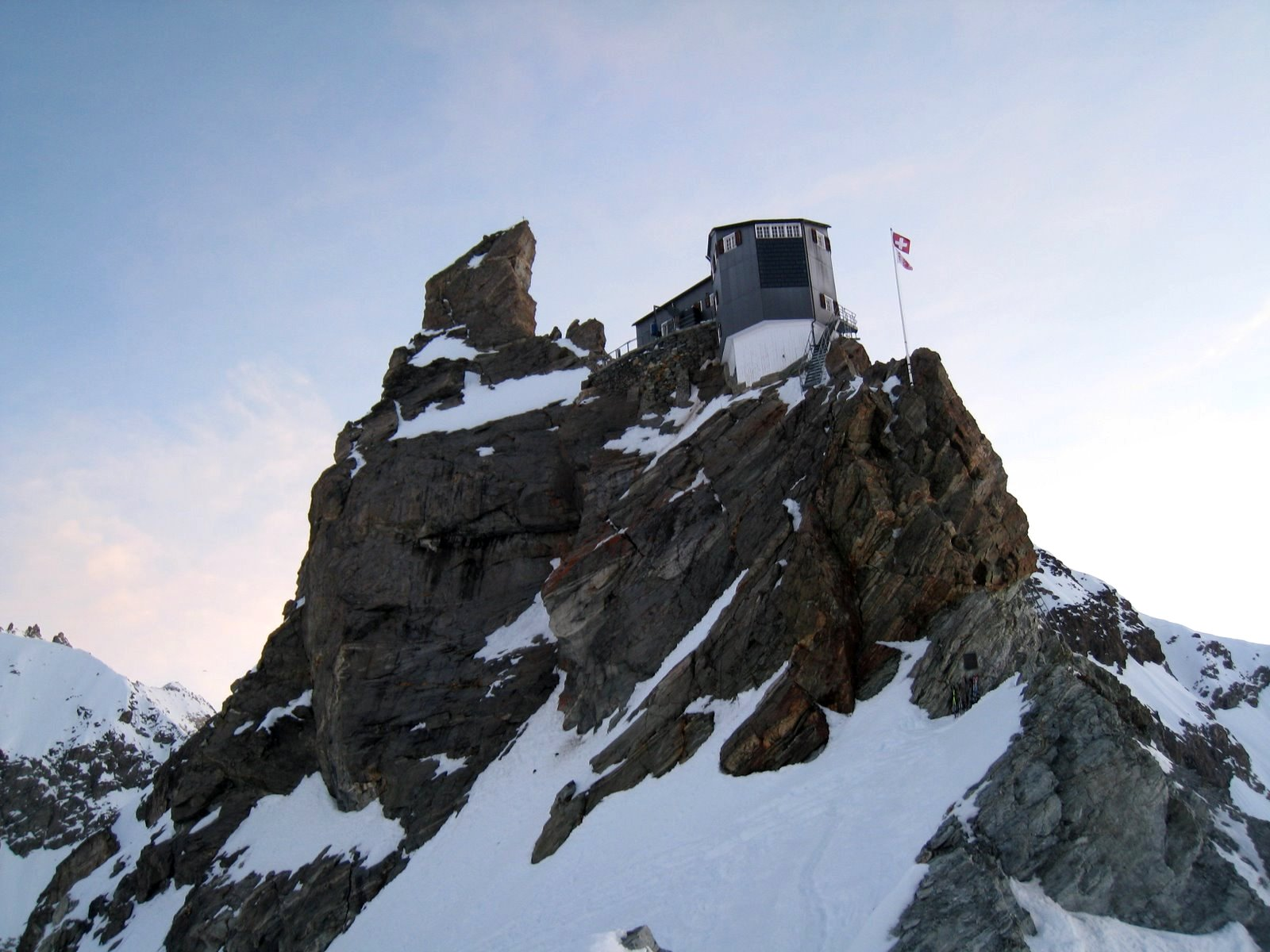
Refugio Bertol sobre el Col Bertol

Dents de Bertol es una montaña de varias cimas de los Alpes Peninos suizos, ubicada al sur del Col de Bertol, en el cantón del Valais.
Es una mole de granito que se eleva 3547 m en su punto más alto. El col de Bertol está ubicado al sur de la cima principal a una altitud de 3408 m.
Para su ascensión se puede partir del Refugio Bertol, situado en su proximidad.